# Shai Avivi
Shai Avivi (en hebreo: שי אביבי‎; nacido el 29 de abril de 1964) es un actor de cine, televisión y teatro israelí, comediante y presentador de televisión. Considerado uno de los mejores intérpretes de su generación en Israel, es reconocido por su trabajo versátil en películas independientes, televisión y teatro. Ha recibido numerosos premios, incluido un premio Ophir al mejor actor por su papel en Here We Are (2020) de Nir Bergman.
Después de graduarse en la Universidad de Tel Aviv, apareció en la película dramática Cup Final (1991). Recibió nominaciones al premio Ophir al Mejor Actor por sus actuaciones en One Week and a Day (2016) y Ga'agua (2017).

## Primeros años
Avivi nació y creció en Acre como uno de los tres hijos de Moshe Avivi, originario de Irán, y Ahuva, nativo de Israel. Completó su servicio militar en Nahal, durante el cual participó en los combates de la primera guerra del Líbano.

## Carrera
En 1991, después de estudiar cine y televisión en la Universidad de Tel Aviv, Avivi hizo su debut como actor en la película Cup Final de Eran Ricklis. Su primera gran oportunidad llegó ese mismo año, cuando fue uno de los primeros presentadores de la primera encarnación de Arutz HaYeladim, que presentó durante varios años. En 1993 obtuvo una importante exposición cuando participó en el exitoso programa satírico Hahamishia Hakamerit, que se emitió en Telad en el Canal 2 y posteriormente en el Canal 1. Junto a Avivi protagonizaron Keren Mor, Dov Navon, Rami Heuberger y Menashe Noy. Ese mismo año actuó en la película Snow in August, y también apareció en el video musical de la exitosa canción “Yaakov” de la banda Laldein, en el que se le ve sincronizando los labios con la parte de rap de la canción (en realidad interpretada por Yair Shahar). además, en 1996 protagonizó la película Malka Lev Adom de Etgar Keret y Ran Tal. Después de que Hahamishia Hakamerit terminara en 1997, Avivi volvió a ser presentador, con el programa de entrevistas A Night Incident (1997) y el programa de juegos Stars in a Square (1999), ambos en Keshet en el Canal 2. También protagonizó las películas Dring Dring y End of the World.
En 1999, Avivi participó interpretando su propio papel en el juego de ordenador Piposh. En 2000, Avivi protagonizó la exitosa serie dramática The Bourgeoisie, junto a sus amigos de Hahamishia Hakamerit, en Keshet del Canal 2. The Bourgeoisie tuvo un gran éxito y se emitieron tres temporadas. Paralelamente participó en la serie Chant Li (2002) y presentó Two Experts and a Fool (2003) en el canal Logi. Durante ese período, Avivi se movió detrás de escena, creando varios programas de televisión, incluido Behind the News (2003), y finalmente fue nombrado en 2005 para dirigir el departamento de contenido de Keshet Channel 10. En esos años participó en la serie Love Hurts (2004) de Canal 10, y apareció como panelista de Addicted to Playing de Reshet, en el Canal 2. En 2006 protagonizó la película ganadora del premio Ophir de Dror Shaul Sweet Mud. Ese mismo año creó y protagonizó la serie Good Tidings, interpretándose a sí mismo. La serie toca detalles biográficos de la vida de Avivi como su cercanía a la espiritualidad o su pasado profesional en las series The Bourgeoisie y The Comic Quintet. Más tarde apareció como estrella invitada en la serie Case of the Week.
En 2009 actuó en la serie dramática original de HOT3 Smoke Screens, una serie sobre un asentamiento en los Altos del Golán cuyos residentes desaparecen, protagonizada por Tzachi Grad, Efrat Ben Tzur y Marina Maximilian Blumin. Hacia finales de 2009, Avivi se unió al elenco de la obra The Science of Relationships, escrita y dirigida por Ilan Doron. En la obra interpreta a un hombre casado que se enamora de una joven y coqueta enfermera (Tali Sharon).
En febrero de 2010 se incorporó a la tercera temporada del programa satírico Week's End!. Además, a finales de 2009 participó en el programa Once in a Lifetime, y viajó con el cantante Mooki a una reunión de la diáspora judía cerca de la tumba del rey David en Jerusalén.
En 2011 apareció como estrella invitada en la serie Tall and Greenbaum. En el 2012 participó en la tercera temporada de Half llamada interpretando a Saúl, y también participó en la segunda temporada de la serie dramática The Prime Minister's Children, junto a Rami Heuberger. Ese año también comenzó a desempeñarse como narrador en el reality show Come Dine With Me.
A principios de 2013, Avivi y su esposa Michal Livdinski presentaron un show que escribieron juntos. Inicialmente presentaron el show en eventos privados en su salón en Pardes Hana bajo el nombre Living the Good Life – Shai Avivi and Michal Livdinski, y más tarde en lugares públicos bajo el nombre Happily Ever After - Shai Avivi and Michal Livdinski.
En 2015 comenzó a participar en la temporada vip de Master Chef y ganó la final. Ese mismo año interpretó un papel principal en la comedia de Dror Shaul Atomic Falafel. Ese año también interpretó al personaje del subdirector del Mossad en la serie de suspenso televisivo Mossad 101.
En 2016, interpretó el papel principal en el largometraje A Week and a Day junto a Tomer Capone, en el que interpretó a un padre desconsolado que se enfrenta a la muerte de su hijo después de encontrar su alijo de marihuana medicinal. En 2017 interpretó el papel principal de Ariel Bloch en la película Ga'agua de Shabi Geva.
En 2018 participó en la serie The Conductor, interpretando a Asher Tzof, un investigador policial que participa en un grupo de canto. En 2020 comenzó a emitirse la serie Kibbutzniks, en la que Avivi interpretó a Gershon Karftig, el padre del personaje principal. Ese mismo año, actuó en la serie de televisión Blackspace de Keshet 13.
Avivi ganó el premio Ophir 2020 al mejor actor principal por su actuación en la película de Nir Bergman Here We Are.

## Vida personal
Avivi está casado con Michal Livdinsky, guionista graduada del Departamento de Cine y Televisión de la Universidad de Tel Aviv. La pareja tiene dos hijos y vive en Pardes Hanna.